# Lüderitz
Lüderitz este un oraș din Namibia.